# An Sae-Bom
An Sae-Bom (en coreano: 안새봄; 13 de febrero de 1990) es una deportista surcoreana que compite en taekwondo. Ganó dos medallas en el Campeonato Mundial de Taekwondo en los años 2011 y 2017, y dos medallas en el Campeonato Asiático de Taekwondo en los años 2008 y 2016.

## Palmarés internacional
| Campeonato Mundial  | Campeonato Mundial       | Campeonato Mundial | Campeonato Mundial |
| Año                 | Lugar                    | Medalla            | Categoría          |
| ------------------- | ------------------------ | ------------------ | ------------------ |
| 2011                | Gyeongju (Corea del Sur) | Medalla de plata   | +73 kg             |
| 2017                | Muju (Corea del Sur)     | Medalla de bronce  | +73 kg             |
| Campeonato Asiático |                          |                    |                    |
| Año                 | Lugar                    | Medalla            | Categoría          |
| 2008                | Luoyang (China)          | Medalla de oro     | –72 kg             |
| 2016                | Pásay (Filipinas)        | Medalla de oro     | +73 kg             |